# Tanjung Air Hitam
Tanjung Air Hitam is een bestuurslaag in het regentschap Pelalawan van de provincie Riau, Indonesië. Tanjung Air Hitam telt 825 inwoners (volkstelling 2010).